# Miss Universo 1959
Miss Universo 1959 fue la 8.ª edición de Miss Universo, se celebró en Long Beach, California, Estados Unidos. Treinta y cuatro participantes compitieron. Al final del evento, Luz Marina Zuluaga, Miss Universo 1958 de Colombia, coronó a su sucesora Akiko Kojima de Japón, quien se convirtió en la primera japonesa y asiática en ganar el título de Miss Universo. Este fue el último año que el certamen se llevó a cabo en Long Beach antes de su traslado a Miami Beach, Florida en 1960.

## Resultados
| Posiciones         | Candidatas |
| ------------------ | --- |
| Miss Universo 1959 | - Japón - Akiko Kojima |
| 1.ª finalista      | - Noruega - Jorunn Kristjansen |
| 2.ª finalista      | - Estados Unidos - Terry Huntingdon |
| 3.ª finalista      | - Inglaterra - Pamela Searle |
| 4.ª finalista      | - Brasil - Vera Ribeiro |
| Semifinalistas     | - Colombia - Olga Pumarejo - Corea del Sur - Oh Hyun-joo - Francia - Françoise Saint-Laurent - Alemania - Carmela Künzel † - Grecia - Zoitsa Kouroukli - Islandia - Sigridur Þorvaldsdóttir - Israel - Rina Issacov - Polonia - Zuzanna Cembrzowska - Suecia - Marie Ekström - Bélgica - Hélène Savigny |

## Concursantes
| - Alemania - Carmela Künzel - Argentina – Liana Cortijo - Austria - Christine Spatzier - Bélgica - Hélène Savigny - Bolivia - Corina Taborga Campero - Brasil - Vera Regina Ribeiro Secco - Birmania - Than Than Aye - Canadá - Eileen Butter - Corea del Sur - Oh Hyun-joo - Costa Rica - Ziane "Sonia" Monturiol Varand - Colombia - Olga Beatriz Pumarejo Korkor - Cuba - Irma Buesa Mas - Dinamarca - Lisa Stolberg - Ecuador - Carlota Elena Ayala - Estados Unidos - Terry Lynn Huntingdon - Francia - Françoise Saint-Laurent - Grecia - Zoidsa Kouroukli | - Guatemala - Rogelia Cruz † - Hawái - Patricia Visser - Inglaterra - Pamela Anne Searle - Holanda - Peggy Erwich - Islandia - Sigridur Þorvaldsdóttir - Israel - Rina Issacov - Italia - Maria Grazia Buccella - Japón - Akiko Kojima - Luxemburgo - Josée Pundel - México - Mirna Eugenia García Dávila - Noruega - Jorunn Kristjansen - Perú - Guadalupe Mariátegui Hawkins - Polonia - Zuzanna Cembrzowska - Suecia - Marie Louise Ekström - Tailandia - Sodsai Vanijvadhana - Turquía - Ecel Olcay - Uruguay - Claudia Bernat |

- Misses  Nueva Zelanda (Arlenne Nesgitt),  Filipinas (Christine Matias), y  República Árabe Unida (Siria) (Nawal Ramli) no compiten.